# Massimiliano Capuzzoni
Massimiliano Capuzzoni (Milano, 17 aprile 1969 – Taormina, 5 agosto 1995) è stato un rugbista a 15 italiano, terza linea ala del Milan campione d'Italia 1994-95.

## Biografia
Cresciuto nell'A.S. Rugby Milano, club nel quale entrò all'età di 12 anni nel 1981 e con il quale esordì in campionato, nel 1991 passò ai Lyons, club piacentino.
Nel biennio in Emilia si mise in luce tanto da guadagnarsi l'attenzione della Nazionale, in cui esordì nel 1993 in un incontro di Coppa del Mediterraneo contro la Croazia.
La sua seconda convocazione avvenne per un test di metà anno del 1995, contro l'Irlanda.
A tale data, militava già da due anni nel Milan, con il quale si era appena laureato campione d'Italia.
Convocato da Georges Coste per la Coppa del Mondo di rugby 1995 in Sudafrica, non fu tuttavia mai schierato nel corso della competizione.
Il 5 agosto successivo, durante un'immersione subacquea nelle acque di Taormina, in Sicilia, trovò la morte per annegamento a soli 26 anni.
La cerimonia di saluto al giocatore, tenutasi il 10 agosto successivo al Mario Giuriati di Milano, il campo del suo primo club, vide la partecipazione dei tifosi delle tre squadre in cui aveva militato nella sua breve carriera.
Alla memoria del giocatore scomparso è intitolato un torneo, il “Memorial Capuzzoni”, che dal 1996 si tiene a Milano o a Piacenza, tra i club in cui Capuzzoni militò.

## Palmarès
- Campionati italiani: 1
Milan: 1994-95
- Coppe Italia: 1
Milan: 1994-95